# Himertosoma betrokanum
Himertosoma betrokanum är en stekelart som först beskrevs av André Seyrig 1932.  Himertosoma betrokanum ingår i släktet Himertosoma och familjen brokparasitsteklar. Inga underarter finns listade i Catalogue of Life.